# 卡特里奧娜·比塞特
卡特里奧娜·比塞特（英語：Catriona Bisset，1994年3月1日—），中文名李克勤，澳大利亞女性中長跑運動員，專長為800米賽跑。她是該項目在大洋洲的室內和室外紀錄保持者，並在2019年夏季世界大學運動會上獲得金牌。她的母親是中國人，來自南京。
由於比塞特的中文名與香港著名歌手李克勤相同，在2024年巴黎奧運期間，她引起了香港市民注意。

## 外部連結
- 官方网站
- 卡特里奧娜·比塞特在的頁面
- 卡特里奧娜·比塞特在澳大利亞奧林匹克委員會
- 卡特里奧娜·比塞特在Olympics.com的个人资料和比赛数据